# Gastrointestinalni stromalni tumori
Gastrointestinalni stromalni tumori (GIST) su najčešći mezenhimalni tumori gastrointestinalnog trakta, visokog malignog potencijala. Karakterišu se izuzetnim šarenilom u kliničkim, histopatološkim i genetskim osobinama, i predstavljaju najčesće mezenhimalne tumore gastrointestinalnog trakta. Javljaju se u 85% do 95% slučajeva, najčešće na želucu (60%) i tankom crevu (25-30%), a ređe na debelom crevu (< 5%), jednjaku (< 3%) i završnom crevu (rektumu) i anusu (< 5%).

## Epidemiologija
Učestalost
Učestalost GIST u Sjedinjenim Državama Evropi i Aziji je skoro identična i kreće se od 1 do 20 slučaja na milion stanovnika, svake godine.
Smrtnost/morbiditet
Konačni ishod bolesti kod bolesnika sa GIST umnogome zavisi od težine kliničke slike, manifestacija i patohistoloških osobina tumora. Petogodišnja stopa preživljavanja bolesnika sa GIST kreće se od 28 do 60 posto. Stopa preživljavanja može biti različita od bolesnika do bolesnika na šta utiče jasna lokalizacija primarnih promena, stepen malignosti ili metastaskih promena i recidiv bolesti. Prosečna dužina preživljenje u grupi lokalizovanih tumora je 5 godina, dok je srednja dužina preživljavanja u grupi sa metastaskim promenama oko 10 do 20 meseci. Veće formacije GIST su povezane sa čestim komplikacijama kao što su krvarenja u gastrointestinalnom traktu, opstrukcije (ileus) i perforacija creva. 
Tumori GIST se mogu klasificirati u visoko i nisko rizične na osnovu veličine tumora i mitotske aktivnosti. Implikacije tih karakteristika tumora uvek se razmatraju u prognozi i tumačenju histoloških nalaza.
Rasa
GIST najčešće ne pokazuju sklonost prema određenoj rasi. Međutim, u svojim istraživanjima sprovedenim kod 3.795 pacijenata sa mezenhimalnim tumorom, u periodu od 1992-2005, engl. Cheung  navode sledeću demografsku sliku: u 53% muškaraca, 72,2% su bili belci 15,6% Afroamerikanci i 9,1% hispano. U bolesnika sa GIST nakon 2000, u 30-dnevnom mortalitet nakon hirurške intervencije, između afroamerikanaca i belaca nije pokazao statistički značajnu razliku (p = 0,153).
Pol
GIST su nešto učestaliji kod muškaraca nego kod žena, iako su mnogi istraživači mišljenja da ovi tumori nemaju sklonost prema određenom polu. 
Starost
GIST se najčešće dijagnostikuju u drugoj polovini šeste ili prvoj polovini sedme decenije života (ili između 55 i 65 godine života). Povremeno, GIST se mogu javiti kod u mlađih odraslih osoba, dok su kod dece jako retki.

## Etiopatogeneza
Etiopatogenetski faktori koji izazivaju gastrointestinalne stromalne tumore (GIST) nisu jasno izdvojeni, a genetsku osnovu je teško odrediti jer su oni uglavnom sporadični. Međutim, otkrivene su izvesne genetske i citogenetske aberacije koje se mogu smatrati odgovornim za nastanak GIST.
Prema dosadašnjim istraživanjima smatra se da su gastrointestinalni stromalni tumori mezanhimalni tumori, čije ćelije vode poreklo od intesticijalne, pejsmejker Cajal ćelije, koja potiče od autonomnog nervnog sistema i zadužena je za regulaciju motiliteta gastrointestinalnog trakta.
Makroskopska slika je polimorfna, ali se GIST najčešće javljaju u vidu velike, pečurkaste intraluminalne, jasno ograničene pseudoinkapsulisane submukozne mase. Histomorfologija ovih tumora pokazuje širok spektar strukturnih i ćelijskih varijacija.
Najčešće su građeni od vretenastih ćelija (60-70% slučajeva), ređe od epiteloidnih (oko 30% slučajeva), i veoma retko od mešovitih i prelaznih (intermedijarnih). Stroma je pretežno sastavljena od rastresitog ili slabo kolagenizovanog veziva sa neoangiogenezom, upadljivom kod GIST sa većim malignim potencijalom. Većina GIST (95%) eksprimira transmembranske receptore KIT (CD 117), CD34, vimentin, specifične neurogene i glatko-mišićne markere.

## Klinička slika
Simptomi uzrokovani GIST su kod najvećeg broja bolesnika nespecifični. Kod oko 75% bolesnika u kliničkoj slici dominira bol u trbuhu (u 36% slučajeva), krvarenje iz gastrointestinalnog trakta (25%), opšta slabost i malaksalost (24%), dispepsija (16%), pad nivo gvožđa u serumu sa pratećom anemijom (15%), mučnina i povraćanje (12%) i zatvor ili proliv (9%). Tumor na želucu je samo u oko 8% bolesnika opipljiv.

## Dijagnostika
Dijagnoza gastrointestinalnih stromalnih tumora se najčešće postavlja nakon laparotomije i konačnih patoloških pregleda, a najsigurnije metode za brzu dijagnostiku predstavljaju kompjuterizovana tomografija i MRI zbog mogućnosti istovremenog pregleda jetre i peritoneuma. Na GIST se veoma često pre operacije retko posumnja, i zato postavljanje što tačnije dijagnoze zahteva od radiologa visoko poznavanje načina njegove vizuelizacije na radiološkom snimku. 
U studiji koja je obuhvatila veliki broj bolesnika najveći broj simptoma imali su bolesnici u grupi GIST čija je prosečne veličina tumora bila 6 cm, dok 20% bolesnika sa prosečnom veličinom tumora do 2 cm, nije imalo simptome. Kod 10% bolesnika sa prosečnom veličinom GIST od 1.5 cm promene su otkrivene tek nakon obdukcije. 
Gastrointestinalni stromalni tumori mogu dostići izuzetne veličine pre pojave simptoma, među kojima dominira krvarenje i anemija. Simptomi uglavnom zavise od mesta gde nastaju i rastu i mogu biti: disfagija (ezofagus), bilijarna opstrukcija (Vaterova ampula), intususepcija tankog creva, smrtonosnog krvarenje ukoliko rupturiraju u peritoneum itd. Zato u dijagnostici treba izbegavati perkutanu biopsiju GIST čak i u slučaju kada je ona moguća, jer se može izazvati ruptura tumora sa posledičnom hemoragijom i diseminacijom. .
Gastrointestinalni stromalni tumori se radi lakše dijagnostike klasifikuju prema veličini tumora i broju mitoza na: veoma nisko rizičnu grupu, nisko rizičnu grupu, intermedijarno rizičnu grupu, visoko rizičnu grupu i sigurno malignu grupu (vidi tabelu).
| Rizična grupa                  | Veličina                                              | Mitoze/50hpf               |
| ------------------------------ | ----------------------------------------------------- | -------------------------- |
| Veoma niska rizična grupa      | <2 cm                                                 | <5                         |
| Nisko rizična grupa            | 2 – 5 cm                                              | <5                         |
| Intermedijarno – rizična grupa | <5 cm ili 5 – 10 cm                                   | 6 – 10 cm ili < 5 cm       |
| Visoko rizična grupa           | >5 cm ili > 10 cm                                     | >5 ili bilo koja aktivnost |
| Sigurno maligna grupa          | Pacijenti sa dokazanim metastazama u vreme dijagnoze. |                            |

Patohistologija
Kako su GIST heterogena grupa mezenhimalnih tumora, sa  ćudljivim kliničkim tokom i heterogene celularnosti, histološke građe, mitotske aktivnosti i polimorfne neoangiogeneze, unutar jednog tumora, neophodno je analizirati brojne isečke iz samog tumora, kao i iz resekcionih ivica. 
Histološka metoda je zlatni standard dijagnoze GIST. Za definitivnu dijagnozu, neophodna su imunohistohemijska ispitivanja: CD117 i/ili CD34, glatkomišićni aktini, desmin, S-100 protein, vimentin i Ki-67.

## Terapija
Najčešće primenjivana i najuspešnija terapija kod GIST je hirurška resekcija. Većina ovih tumora se može lečiti na pomenuti način. Međutim, kod velikog procenta operisanih nakon hirurškog lečenja (u 20% do 40%) slučajeva mogu se javiti recidivi. Hirurski tretman je dominantan način lečenja gastrointestinalnih stromalnih tumora želuca.
Pored hirurške, u poslednje vreme terapija GIST se sve više kombinuje primenom imatiniba i sunitiniba (blokatorima tirozin kinaznih receptora), naročito kod recidivirajućih i inoperabilnih tumora. 
Veoma često zbog nemogućnosti sprovođenja adekvatne preoperativne dijagnostike postoji hirurska dilema o stepenu radikalnosti operativnog zahvata, koji umnogome zavisi prvenstveno od stepena maligniteta, ali i drugih parametara. Najčešća komplikacija nakon operacije GIST je distalna metastaza tumorskih ćelija u jetri.
Parametri kao sto su: veličina tumora, mitotski indeks, prisustvo nekroze, krvarenja u tumoru, infiltracija lokalnih struktura, prisutvo limfogenih i jetrenih metastaza određuju stepen maligniteta tumora, i način daljeg lečenja.
Nakon otkrića alteracije gena koje se nalaze u etiologiji GIST, u terapiji rekurentnih i neoperabilnih GIST sve više se koristi imatinib koji selektivno inhibiše grupu tirozinkinaznih receptora, uključujući KIT i PDGFRA. Adjuvantna i neoadjuvantna terapija imatinibom je za sada u praksi najprihvaćenija jer ona poboljšava prognozu bolesti i može se koristiti u slučaju odmaklog, rekurentnog i/ili metastatskog GIST. I pored velike efektivnosti ove terapije i velike bezbednosti njene primene, u pojedinim slučajevima pojavljivala sus e gastrointestinalna i intraabdominalna krvarenja.
Širom sveta se i dalje neprekidno sprovode istraživanja koja bi omogućila pronalaženje novih i efikasnijih lekova koji bi sprečavali rezistentnost GIST na dosadašnju terapiju.

## Spoljašnje veze
- Prognoza GIST Архивирано на веб-сајту  (11. мај 2012)
- GIST, Međunarodna podrška
- Projekat FLAG
- Američko kancerološko udruženje Архивирано на веб-сајту  (25. новембар 2005)

|  | Molimo Vas, obratite pažnju na važno upozorenje u vezi sa temama iz oblasti medicine (zdravlja). |